# 真弓 (生駒市)
真弓（まゆみ）は、奈良県生駒市の町名。現行行政地名は真弓一丁目から真弓四丁目。郵便番号630-0122。

## 地理
生駒市の東部に位置し、同じ生駒市の北大和、上町、真弓南や、奈良市の松陽台と接する住宅地である。
この地域は、もともとの丘陵地帯を近鉄不動産によって1970年代に宅地化された。その時、奈良時代の豪族、小野真弓長弓（おののまゆみたけゆみ）にちなんで「真弓住宅」として売り出された。何度かの拡大工事により現在の姿となる。
その後道路などのインフラは生駒市に移管された。開発時は周囲を山林に囲まれ、上町に通ずる道路がある以外は孤立した住宅地であった（奈良市登美ヶ丘地区に通じる道路はあったが、給水塔の先に柵があり、通行が不可能であった）。周辺地域の開発により近隣地域への移動が可能になった。近鉄奈良線学園前駅への奈良交通バスが運行を開始してからは、交通の便が良くなったこと、住宅地としての景観が良いこと、学園前駅一帯が高級住宅地のイメージがあることなどから、当時のバブル経済の時流に乗って真弓の地価も上昇した。
道路は住宅地と一体で造成されたため、よく整備されている。歩道付の道路には、ポプラ並木が植樹され、紅葉シーズンが楽しめる。
建蔽率が厳しく、道路より一段高い宅地が多いため、住宅が整然としている。
真弓自治会管轄内は、集合住宅の建築が禁止されている。
以前、コンビニエンスストア開店に際し、景観・治安が悪くなるとして住民の反対運動が起こった。結局コンビニエンスストアは朝7時から夜10時までの営業時間で開店したが、現在は閉店した。

### 地価
住宅地の地価は、2023年（令和5年）7月1日に公表された奈良県の地価調査によれば、真弓3-4-7の地点で12万7000円/m2となっている。

## 歴史
開発時の住所は生駒市上町の一部であったが、後に正式に生駒市真弓となった。

### 沿革
- 昭和54年（1979年） - 上町から分離し、真弓1 - 4丁目となる[7]。
- 平成元年（1989年） - 北大和1 - 5丁目が分離[7]。

## 世帯数と人口
2019年（令和元年）10月1日現在の世帯数と人口は以下の通りである。
| 丁目       | 世帯数    | 人口    |
| ---------- | --------- | ------- |
| 真弓一丁目 | 336世帯   | 787人   |
| 真弓二丁目 | 294世帯   | 672人   |
| 真弓三丁目 | 261世帯   | 631人   |
| 真弓四丁目 | 299世帯   | 687人   |
| 計         | 1,190世帯 | 2,777人 |

### 人口の変遷
国勢調査による人口の推移。
| 1995年（平成7年）  | 3,253人 | [ 8 ]  |  |
| 2000年（平成12年） | 3,206人 | [ 9 ]  |  |
| 2005年（平成17年） | 2,929人 | [ 10 ] |  |
| 2010年（平成22年） | 2,847人 | [ 11 ] |  |
| 2015年（平成27年） | 2,683人 | [ 12 ] |  |

### 世帯数の変遷
国勢調査による世帯数の推移。
| 1995年（平成7年）  | 969世帯   | [ 8 ]  |  |
| 2000年（平成12年） | 1,037世帯 | [ 9 ]  |  |
| 2005年（平成17年） | 1,030世帯 | [ 10 ] |  |
| 2010年（平成22年） | 1,077世帯 | [ 11 ] |  |
| 2015年（平成27年） | 1,061世帯 | [ 12 ] |  |

## 事業所
2016年（平成28年）現在の経済センサス調査による事業所数と従業員数は以下の通りである。
| 丁目       | 事業所数 | 従業員数 |
| ---------- | -------- | -------- |
| 真弓一丁目 | 26事業所 | 136人    |
| 真弓二丁目 | 23事業所 | 107人    |
| 真弓三丁目 | 4事業所  | 12人     |
| 真弓四丁目 | 10世帯   | 57人     |
| 計         | 63事業所 | 312人    |

## 交通
真弓の住宅に隣接する形で近鉄けいはんな線学研北生駒駅が2006年3月27日に開業した。けいはんな線はOsaka Metro中央線と直通運転しているため、真弓はバスの利用なしで大阪市内まで移動できる住宅地になったが、同線は京都府方面や奈良市中心部方面へは通じていないため、これら方面に向かうには学園前駅と学研北生駒駅／高山サイエンスタウンを結ぶバスに乗車し、近鉄奈良線学園前駅を利用する。けいはんな線が開通する直前は学園前駅までのバスが唯一の公共交通機関であった。
主要道路として住宅街の中心にならやま大通りに直結する形で生駒市道5号線が通っており、市の西側や奈良市側に移動が可能である。この道路を奈良市側のならやま大通りに接続するにあたって、交通量増加を懸念する奈良市側住民の猛反対があった。そのためわずか数十メートルを残して道路工事が中断した。
現在の生駒市道5号線が現在のならやま大通りに接続する以前、真弓の最寄り駅は近鉄奈良線富雄駅であり、富雄駅行のバスが運行されていた。しかし、富雄駅行のバスは本数が少なく、さらに富雄駅は学園前駅と異なり急行・快速急行が通過するため、富雄駅を経由する移動は不便であった。真弓の多数の住民は現在の生駒市道5号線が開通するまでの間、隣接する奈良市松陽台まで徒歩または自転車で「越境」し、松陽台二丁目のバス停留所から学園前行のバスに乗車した。この「越境」の模様を記事にした新聞の不買運動が奈良市側で起こったという混迷を示す話が残っている。
その後1980年代に、現在の生駒市道5号線が現在のならやま大通りに接続した。接続と同時に松陽台二丁目で終点だったバス路線が真弓二丁目まで延長され、学園前駅と真弓を結ぶバス路線となった。けいはんな線が開通した2006年、このバス路線は学園前駅と学研北生駒駅／高山サイエンスタウンを結ぶバス路線となっている。
奈良交通のバス停留所が 真弓1丁目、真弓2丁目、真弓3丁目、真弓4丁目の4箇所存在する。これらのバス停留所には大阪なんばを深夜に出発する同社の深夜急行バスも停車する。かつては奈良市との境界に真弓東口というバス停留所があり、富雄駅行のバスの終点（操車場）として利用されたが、富雄駅行バスの区間短縮（真弓乗り入れ廃止）に伴い廃止された。なお、富雄行バスだけが運行されていた頃、現在の真弓二丁目バス停留所は「真弓口」、真弓三丁目バス停留所は「真弓住宅」と呼ばれていた。

## 施設
- 生駒市立真弓小学校
- 真弓浄水場
- 花のまちづくりセンターふろーらむ